# Barranco de Passula
El Barranco de Passula, de Pedramala o del Negro es uno de los afluentes del río Gorgos por su orilla derecha en su curso medio. 

## Descripción física

### Función delimitadora
El Barranco de Passula constituye en la actualidad la línea divisoria entre los términos municipales de Jalón y Alcalalí, pero antiguamente también hacía de límite entre las Baronías respectivas: la de Jalón al este y la de Alcalalí al oeste.

### Abundancia de márgenes
El tipo paisajístico más característico del Barranco de Passula es, sin duda, la abundancia de márgenes de piedra seca en sus alrededores. Los márgenes no solo delimitan las parcelas de cultivo, sino que sirven también por frenar la acción erosiva del agua de lluvia que, de no existir esta protección, arrastraría toda la tierra de los bancales.

## Etimología
Su nombre surge de la partida homónima, que actualmente está dividida administrativamente entre los municipios de Jalón y Alcalalí. Passula es una palabra que proviene del latín y que significa pasa, en clara referencia a la importancia que en esta zona tuvo la elaboración de pasas de la uva.

## Tributario del río Gorgos
Este barranco recoge las aguas del flanco norte de la Sierra del Ferrer y las aporta al caudal del río Gorgos en el paraje denominado "El Toll dels Mestres ". Asimismo, el barranco realiza una importando función de drenaje en el caso de lluvias copiosas, como las que se suelen producir durante el otoño.
- Datos: Q5495774